# Yangshuo
Yangshuo (chiń.: 阳朔县; pinyin: Yángshuò Xiàn) – powiat w południowych Chinach, w regionie autonomicznym Kuangsi, w prefekturze miejskiej Guilin. W 2000 roku liczył ok. 265 tys. mieszkańców. Siedzibą administracyjną powiatu jest gmina miejska Yangshuo.
Powiat odznacza się dużym nagromadzeniem krasowych ostańców, stanowiących atrakcję turystyczną (spływy rzeką Li, możliwości uprawiania wspinaczki, zwiedzanie pobliskich jaskiń, połowy ryb z kormoranami, itd.).

## Historia

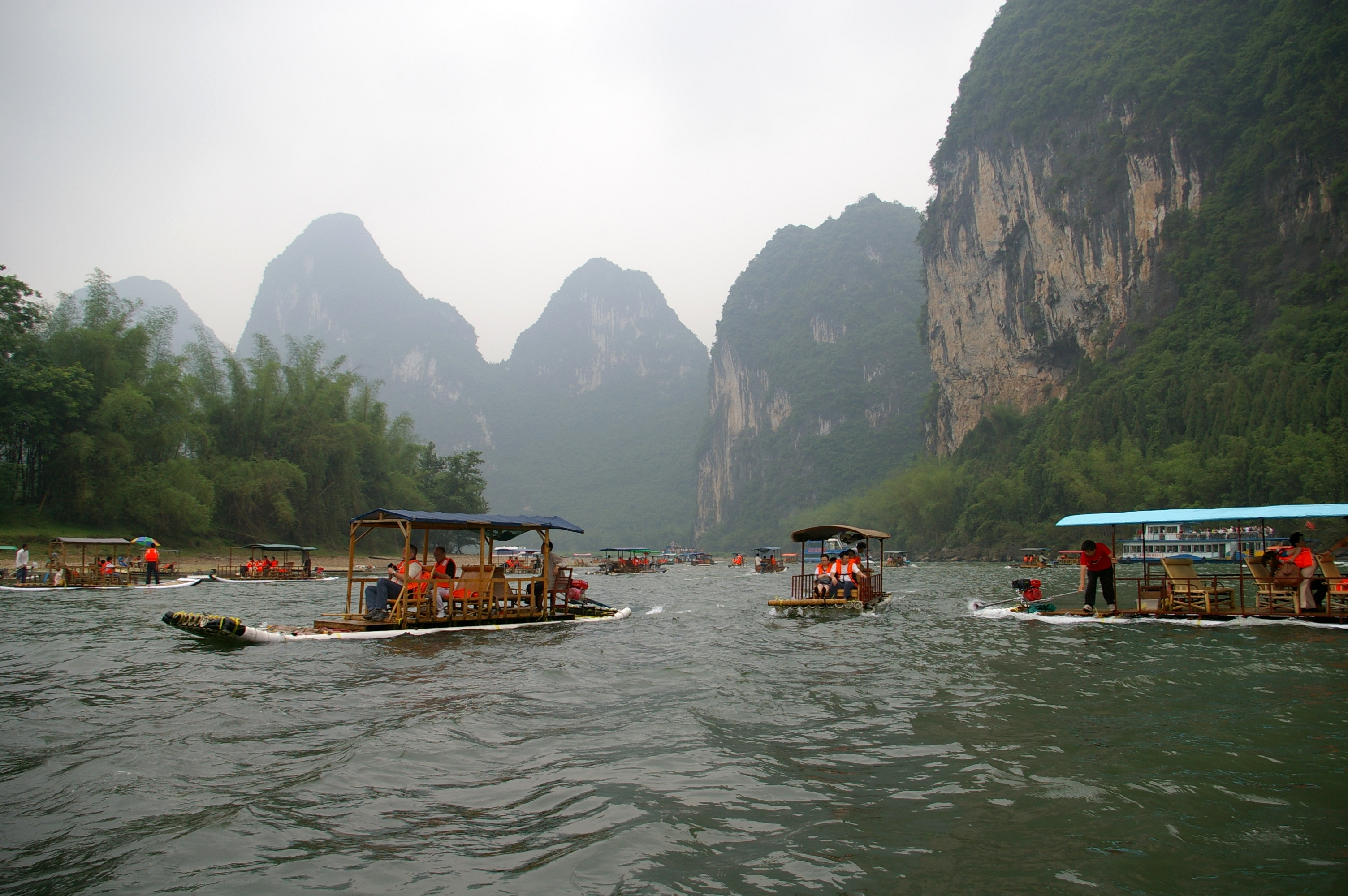
Pejzaż Yangshuo

Powiat został utworzony w 509 roku poprzez wydzielenie go z części terytorium powiatu Shi’an.